# المغيلي
الشيخ محمد بن عبد الكريم بن محمد المغيلي التلمساني (790هـ|1425م تلمسان - 909هـ|1504م أدرار) العلامة والصّدر هو عالم وفقيه مسلم جزائري من مدينة تلمسان في أواخر عهد مملكة بني زيان ، كان له دور كبير في نشر الإسلام في أدغال وممالك أفريقيا السوداء، كما اشتهر بقيادته لحرب ضد اليهود في منطقة توات بصحراء أدرار حاليا بسبب محاولتهم مضايقة المسلمين .

## حياته
يصل نسب محمد المغيلي من جهة أبيه إلى الحسن المثنى ابن الحسن السبط ابن فاطمة الزهراء بنت النبي محمد ، ولد الإمام بمدينة تلمسان غرب الجزائر ودرس بها فترة من الزمن ثم انتقل لطلب العلم عند الشيخ عبد الرحمن الثعالبي بمدينة الجزائر ، ومنها انتقل إلى بجاية ثم انتقل أخيرا إلى أرض توات التي حارب بها اليهود ثم انتقل من هناك إلى أرض السودان واتصل بعدة أمراء لتكون عودته النهائية إلى أرض توات أدرار وبها توفي بالمكان الذي يحمل اسم زاويته الآن بالقرب من قصر بوعلي بلدية زاوية كنتة سنة909هـ .
كان محمد بن عبد الكريم المغيلي التلمساني يتدخل في الشؤون السياسية والاجتماعية ليس في المغرب العربي فحسب بل في إفريقيا جنوب الصحراء أيضاً فنصح أمراء السودان وقاوم نفوذ اليهود ولا سيما في توات، وكان كثير المراسلات مع علماء عصره في القضايا التي كانت تهمه، وهو لهذا كان في حاجة إلى آراء الفقهاء فيما كان بصدده من مشاكل،

## تلامذته
أشهر من أخذ عنه: أيد أحمد، أبو العباس الونشريسي ، أحمد الكنتي، محمد بن عبد الجبار الفجيجي، سيد أعمر الشيخ الكنتي، العاقب الأنصمني

## مؤلفاته
وقد ألّف هو عدّة تآليف في الفقه أيضاً منها ( شرح مختصر خليل ) وحاشية عليه أيضاً .
- وشرح آخر على بيوع الآجال من ابن الحاجب.
- مصباح الأرواح وأصول الفلاح في العقيدة
- لب اللباب في رد الفكر إلى الصواب في المنطق
- منح الوهاب نظم في المنطق في 63 بيت شعري
- شرح التبيان في علم البيان في ثلاثة العلوم المعاني والبديع و البيان
- مختصران في الفرائض
- قصيد في مدح النبي محمد عليه الصلاة والسلام الميمية
- امناح اللأحباب في شرح منح الوهاب
- مراجعات مع الإمام السنوسي في أصول الدين
- تفسير للفاتحة
- الٱربعون حديثاو شرحها